# Freespire
Freespire is een Linuxdistributie die ontwikkeld werd door de gemeenschap. Het werd gecreëerd uit Linspire. Freespire 1.0 was gebaseerd op Debian, maar Freespire 2.0 was gebaseerd op Ubuntu. Linspire werd opgekocht door Xandros dat besloot om toekomstige Freespire-uitgaven terug te baseren op Debian.
Freespire is grotendeels opgebouwd uit vrije software maar bood ook optioneel de mogelijkheid om niet-vrije software te installeren. Er was tot en met 2008 enkel een 32 bitversie (i386) beschikbaar.
Freespire werd stopgezet in 2008, maar werd in 2017 weer opgestart. De basis is Ubuntu met de KDE-desktopomgeving. 

## Versiegeschiedenis
| Versie | Uitgavedatum     | Opmerkingen |
| ------ | ---------------- | --- |
| 1.0.2  | 28 juli 2006     | Versie 1.0.2 was de release candidate van Freespire 1.0. |
| 1.0.13 | 4 augustus 2006  | De stabiele versie van Freespire 1.0, uitgebracht als versie 1.0.13. Deze versie was gebaseerd op Debian. Freespire 1.0 maakte gebruik van Linuxkernel 2.6.14 en KDE 3.3.2 |
| 1.9.0  | 10 juli 2007     | Versie 1.9.0 was de release candidate van versie 2.0. |
| 2.0    | 7 augustus 2007  | De stabiele versie van Freespire 2.0, gebaseerd op Ubuntu 7.04. Freespire 2.0 maakte gebruik van Linuxkernel 2.6.20 en KDE 3.5.6 met ingebouwde CNR 7-plug-in              |
| 2.0.8  | 30 november 2007 | Kleine verbeteringen |
| 4.0    | 20 augustus 2018 | |
| …      | …                | |
| 9.5    | 8 mei 2023       | |